# رت (گروه موسیقی)

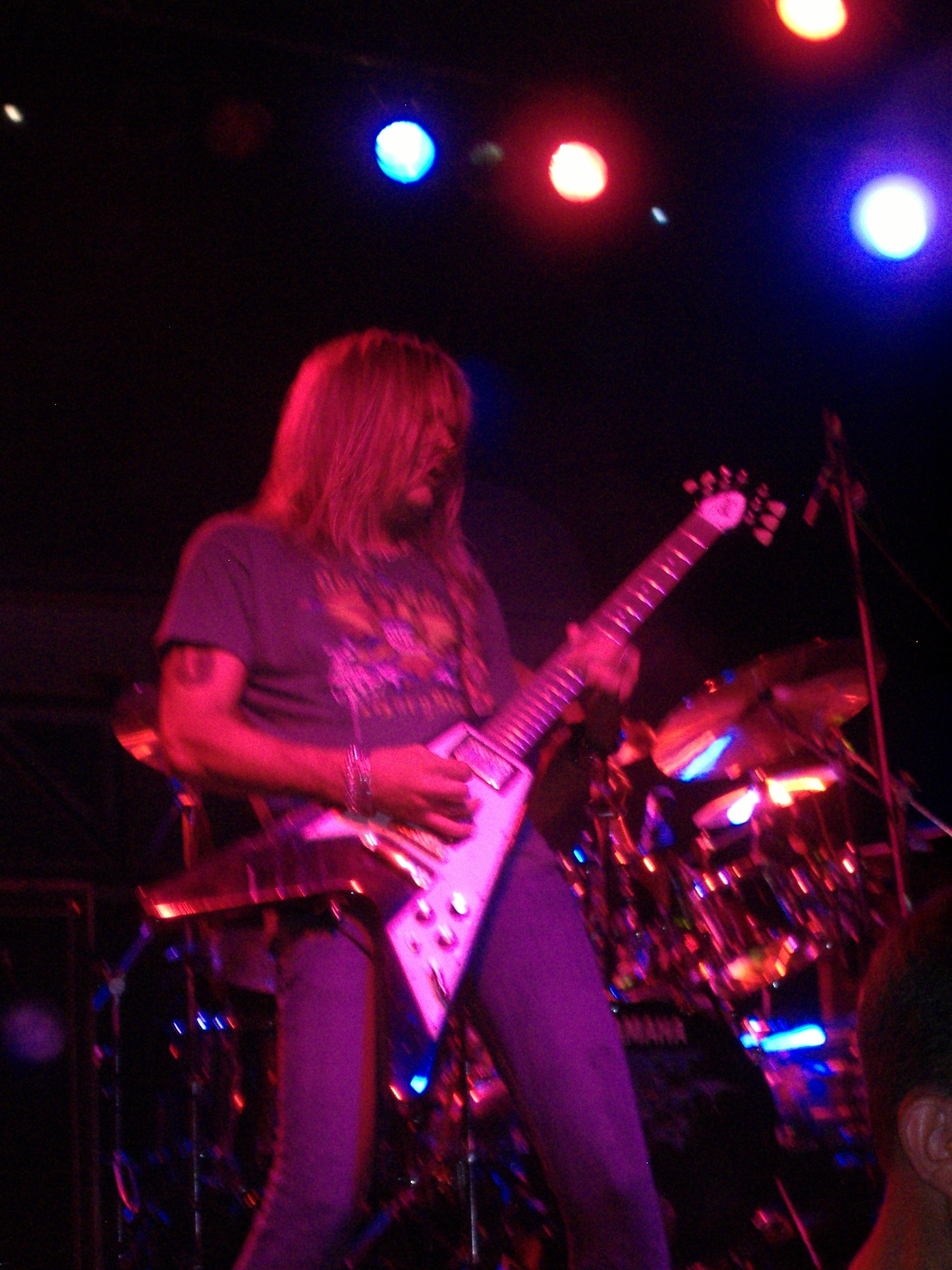

رت (به انگلیسی: Ratt) نام یک گروه هوی متال و هارد راک دهه ۸۰ میلادی است.
این گروه آمریکایی در سال ۱۹۷۶ در سن دییگو تأسیس و مهم‌ترین ترانه آنان آهنگ Round and Round بود.